# Alain Millot
Pour les articles homonymes, voir Millot.
Alain Millot, né le 15 avril 1952 à Dijon et mort le 27 juillet 2015 à Talant, est un homme politique français, membre du Parti socialiste. Conseiller général à partir de 2008, Alain Millot remplace François Rebsamen en tant que maire de Dijon et président du Grand Dijon en 2014.

## Biographie

### Formation et activité professionnelle
Alain Millot est  éducateur de la protection judiciaire de la jeunesse, formé à l'école d'éducateurs de Savigny-sur-Orge. Il commence sa carrière à Besançon. Il y rencontre Jean-Louis Fousseret, il s'engage en politique à ses côtés lors des élections cantonales de 1979. Puis Alain Millot rejoint sa ville natale pour travailler au sein du service éducatif auprès du tribunal de Dijon. Alain Millot y travaille jusqu'en 2001, date à laquelle, il est élu premier adjoint du nouveau maire de Dijon, François Rebsamen.

### Carrière politique
Membre du Parti socialiste depuis 1980, Alain Millot participe à sa première campagne électorale aux côtés de Jean-Louis Fousseret, qui est élu en 1983 au conseil municipal de Besançon. Il retourne à Dijon l'année suivante où il prend la tête de la section PS. Élu à Dijon conseiller municipal dans l'opposition en 1995, il conservera ce poste jusqu'en 2001, date à laquelle François Rebsamen est élu maire de Dijon. Bras droit de ce dernier, il obtient du nouveau maire de Dijon la fonction de 1er adjoint, chargé de la coordination, de l'administration générale des services, de la tranquillité publique et de la médiation.
En 2004 Alain Millot devient vice-président du Conseil régional de Bourgogne. Il est alors chargé par François Patriat de l'emploi et du développement économique, fonction qu'il assure jusqu'en 2008, où il est élu conseiller général du Canton de Dijon-7, face au conseiller sortant Bernard Depierre, par ailleurs député UMP.
En 2014, après la nomination de François Rebsamen au Ministre du Travail, il est désigné maire de Dijon le 5 avril, il est élu président du Grand Dijon le 18 avril. La communauté d'agglomération du Grand Dijon regroupe 24 communes, comprend environ 251 000 habitants.

### Réalisations locales
En 2003, la ville de Dijon est classée parmi les villes les plus sûres de France. Alain Millot donne une explication à ce résultat : « Dès notre arrivée, nous avons recruté de nouveaux gardiens de police municipale. De 38 agents, nous sommes passés à 63 aujourd'hui ».
En 2005, Alain Millot met en place au conseil régional de Bourgogne le dispositif « emploi-tremplin » qui offre à sept cents personnes de 18 à 30 ans un contrat de cinq ans dans des associations de toute la région.
En 2008, Alain Millot  fait installer 26 caméras de vidéosurveillance. Critiqué pour ceci, il présente une baisse de la délinquance.

### Mort
En octobre 2014, Alain Millot annonce à la presse qu'il est atteint d'un cancer, mais affirme son intention de continuer à exercer ses fonctions. Il en meurt le 27 juillet 2015 au matin. 
Conformément à la loi, c'est sa première adjointe, Nathalie Koenders qui assure l'intérim jusqu'au 10 août, date de l'élection du nouveau maire lors d'un conseil municipal extraordinaire.

## Décoration
- Chevalier de l'ordre national du Mérite (2012)
- Médaille d'honneur de la protection judiciaire de la jeunesse, bronze (2012)[12]

En janvier 2012, Alain Millot est fait chevalier de l'ordre national du Mérite. Cette distinction lui a été décernée pour son action après l'incendie du foyer Adoma de Dijon en novembre 2010.